# Hermínio de Brito
Hermínio Américo de Brito meglio conosciuto come Britto (San Paolo, 6 maggio 1914 – ...) è stato un calciatore brasiliano.

## Carriera
Britto ha giocato per diverse squadre brasiliane; nel 1939 passò all'Independiente, in Argentina. Giocò 3 partite nella squadra riserve, e fu poi ceduto in prestito al Peñarol, in Uruguay. In seguito fu acquistato a titolo definitivo dall'Ypiranga. Con la Nazionale brasiliana ha giocato due partite del Campionato mondiale di calcio 1938.

## Palmarès

### Club
- Campionato Carioca: 1

Flamengo: 1939